# Manuel Galduf

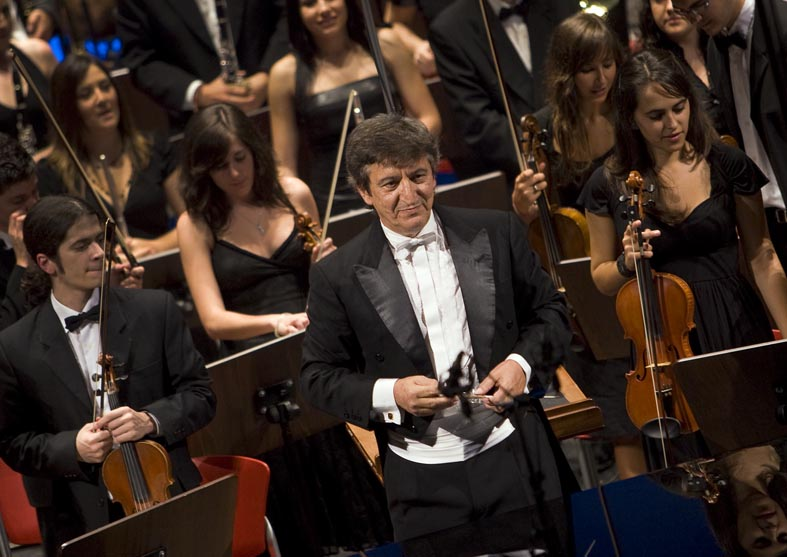
Manuel Galduf con la Joven Orquesta de la Generalidad Valenciana en julio de 2008. Foto: Natxo Francés - Archivo del Instituto Valenciano de la Música

Manuel Galduf Verdeguer (Liria, Valencia, España; 26 de abril de 1940) es un director de orquesta español. 
Estudió en el Conservatorio de Valencia (dirección de orquesta, composición, violín, piano y oboe) y posteriormente amplió estudios de dirección de orquesta con Volker Wangenheim e Ígor Markévich, con este último entabló una fuerte amistad y dicen que fue uno de sus alumnos predilectos. Fue comandante-director músico de Infantería de Marina de San Fernando, Cádiz, puesto que compaginó con la cátedra de Dirección de Orquesta del Conservatorio de Sevilla y la dirección de orquestas sinfónicas por todo el mundo como la Nationale de France, la English Chamber Orchestra, Philarmonia Hungárica, Nacional de Venezuela, Sinfónica de Tokio, Orquesta Festival de Florida, Dresdner Philarmonie, etc. A principios de los años 80 deja la música militar para concentrarse en la dirección de orquesta y en la docencia en los conservatorios superiores de música. Desde 1983 hasta 1997 fue director titular de la Orquesta de Valencia. En 1987 dirigió el concierto inaugural del Palacio de la Música de Valencia. 
Ha dirigido la mayoría de orquestas españolas y ha estrenado muchas obras de compositores contemporáneos españoles. Es catedrático de Dirección de Orquesta del Conservatorio Superior de Música Joaquín Rodrigo de Valencia. Es académico numerario de la Real Academia de Bellas Artes de San Carlos de Valencia y académico correspondiente de la Real Academia de San Romualdo de Ciencias, Letras y Artes de San Fernando (Cádiz), la Real Academia de Bellas Artes de Santa Isabel de Hungría de Sevilla, y la Real Academia de Bellas Artes de San Fernando de Madrid. Ha sido profesor de destacados alumnos del campo de la dirección de orquesta y composición contemporánea como César Cano, Isabel Costes, Jordi Bernacer, Daniel Abad y Pilar Vañó entre otros. Desde 1999 es director titular de la Joven Orquesta de la Generalidad Valenciana en la que ejerce una importante labor pedagógica y de formación de jóvenes talentos. Con esta orquesta ha estrenado piezas de César Cano, Ricardo Climent, Andrés Valero-Castells, Miguel Gálvez-Taroncher, Voro García y Francisco Coll, quienes han sido compositores residentes de la formación, y ha recuperado obras de destacados compositores valencianos del siglo XX, Vicent Garcés Queralt, Vicente Asencio o Luis Sánchez Fernández entre otros. Cabe destacar la grabación que en 2007 realiza junto a la Joven Orquesta de la Generalitat de dos obras muy poco conocidas de Manuel Palau, se tratan del Concierto Dramático para piano y el Concierto Levantino para guitarra que fuera interpretado por el pianista Bertomeu Jaume y el guitarrista Rafael Serrallet.